# Mikhail J. Lermontov
Mikhail Jurjevitj Lermontov (russisk: Михаи́л Ю́рьевич Ле́рмонтов, tr. Mikhail Júrjevitj Lérmontov; født 1814 i Moskva, Det Russiske Kejserrige, død 1841 i Pjatigorsk) var en russisk forfatter, digter og maler. Han var inspireret af Aleksandr Pusjkin og anses som en af Ruslands største romantiske/romantistiske forfattere. Hans mest kendte værk er romanen Vor Tids Helt, som blev udgivet i 1839.
Lermontov startede på officersskolen i 1832 og udgik derfra som kornet i 1834.
Da Pusjkin blev dræbt i en duel i 1837, skrev Lermontov et hyldestdigt til Pusjkin, hvori han indirekte beskyldte myndighederne for at stå bag hans død. Som straf blev han sendt til Kaukasus i flere år.
I 1841 blev Lermontov selv udfordret til duel af en hestegardeofficer, der følte sig karikeret i "Vor tids helt"; han døde derved i en alder af 27.

## Biografi

### Opvækst
Lermontov fødtes i en respektabel adelig familie i Moskva og voksede op i landsbyen Tarkhany (i Pensa regionen), hvor hans jordiske rester nu hviler. Ifølge en omdiskuteret og ubekræftet teori nedstammede han på fædrende side fra de skotske Learmonths, hvoraf en bosatte sig i Rusland i det tidlige 17. århundrede, under Mikhail Fjodorovitj Romanovs styre. Den legendariske skotske digter Thomas the Rhymer (Thomas Learmonth) siges at være beslægtet med Lermontov. Denne teori er fortsat en legende.
Lermontovs far, Jurij Lermontov, var militær som hans far før ham. Efter at have arbejdet sig op i rækkerne til kaptajn, giftede han sig med den 16-årige Marija Mikhajlovna Arsenjeva, til hendes mors, D, store fortrydelse. Et år efter brylluppet natten til den 3. oktober 1814 fødte Marija Arsenjeva sønnen Mikhaíl Lérmontov. Det siges, at kort efter hans fødsel kom det til en fejde mellem Lermontovs far og bedstemor. Marija Arsenjeva blev syg af det og døde i 1817.
Efter datterens død ofrede Jelisaveta Aleksejevna al sin kærlighed på sit barnebarn, og hun levede i konstant frygt for at faderen ville flytte væk med ham. Enten på grund af forkælelsen eller det fortsat anstrengte forhold i familien udviklede Lermontov som barn et arrogant temperament, som gik ud over buskene i bedstemoderens have og
tjenestefolkene.
Som lille hørte Mikhaíl historier om de fredløse i Volgaregionen, om deres tapperhed og barske liv. Da han var 10, blev han syg, og Jelisaveta Aleksejevna tog ham med til Kaukasusregionen for at nyde det bedre klima dér. Der blev den unge Lermontov forelsket for første gang.

### Skoleårene
Det intellektuelle miljø, som Lermontov voksede op i, adskilte sig meget lidt fra det, som Pusjkin oplevede, selv om fransk var begyndt at blive erstattet af engelsk som foretrukkent sprog, og Lamartine måtte dele berømmelsen med Lord Byron. I sin tidlige barndom blev Lermontov undervist af en franskmand ved navn Gendrot. Jelisaveta Aleksejevna fandt ikke det tilstrækkeligt og besluttede at tage ham med til Moskva, hvor han kunne forberede sig til gymnasiet. I Moskva introducerede en tysk lærer, Levy, Lermontov til Goethe og Schiller. Kort efter i 1828 begyndte Lérmontov på gymnasiet; han viste sig at være en exceptionel studerende.
På gymnasiet læste han Aleksandr Pusjkin og Vasilij Andrejevitj Sjukovskijs digtning, og en af hans venner, Jekaterina Aleksandrovna Khvostova, beskrev ham senere som "gift med en gigantisk bog af Byron". Denne ven havde tidligere været genstand for Lermontovs kærlighed, og til hende dedikerede han nogle af sine tidligste digte, "Нищий (У врат обители святой)" (Tiggeren). Samtidigt udviklede han sammen med sin passion for digtning en tilbøjelighed for giftig satire. Hans evne til at tegne karikaturer passede med hans dygtighed til at finde på et godt øgenavn eller epigram.

### Universitet
Efter gymnasiet begyndte Lermontov i 1830 på Moskvas Universitet. Samme sommer udspilledes den sidste, tragiske akt i familiefejden. Jurij Lermontov følte sig fremmed for sin søn, og dybt berørt af dette forlod han huset Arsenjev for altid; han døde kort tid efter. Faderens død var et forfærdeligt tab for Lermontov, og det afspejledes i hans digtning: "Tilgiv mig, Mødes vi igen?" og "Faderens og Sønnens forfærdelige skæbne".
Lermontovs tid på universitetet blev kort; han kom troligt til forelæsningerne, men sad tit i et hjørne af auditoriet og læste og deltog sjældent i fælleeskabet. En grov spøg begået af en gruppe studerende mod professor Malov satte en stop for Malovs tid på universitetet; mange af Lermontovs biografer ser det som grunden til, at han også forlod det.

### Ung Kadet – Første Digte
Begivenhederne på universitetet fik Lermontov til at tage sit karrierevalg op til revision. Fra 1830 til 1834 gik han på kadetskolen i St. Petersborg, og efter nogen til blev han officer ved garden. Der fik Lermontov en chance for at vise sin utrolige styrke: Han og en anden junior-officer bandt [ladestokke] af stål sammen i knuder som var de reb, indtil de blev fanget i det. Da de blev opdaget af [General Sjlippenbakh] råbte han: "Hvad laver I børn, når I laver sjov på denne måde?!". Siden fortalte Lermontov grinende historien og tilføjede: "sikke børn, der kan binde stål-ladestokke til knuder!".
Nu var Lermontov for alvor begyndt at skrive poesi. Han udviklede stor interesse i russisk historie og middelalderlige fortællinger som i "Købmanden Kalasjnikovs Sang" og hans lange digt Borodino, digte skrevet til byen Moskva og en serie populære ballader.

### Berømmelse og eksil
For at udtrykke sin egen og nationens vrede ved tabet af Pusjkin (1837) skrev den unge soldat et passioneret digt – den sidste del var tydeligvis vendt mod cirkler ved hoffet, men dog ikke mod zaren selv. Digtet var en hårsbredde fra direkte at beskylde de magtfulde "støtter" i det bedre russiske borgerskab for at være involverede i Pusjkins død. Uden at sige det helt direkte omtalte han borgerskabet som en klike giftige, selvcentrerede skurke, der "flokkedes om tronen i en grådig skare", "bødlerne som dræber frihed, geni og stolthed", og snart måtte underkaste sig Guds straf.
Digtet skar gennem den undertrykte atmosfære i 1830'ernes Rusland som et lyn fra en klar himmel og endte med at være nærmest profetisk.
Zaren fandt henvendelsen mere uforskammet end inspirerende, og han sendte Lermontov til Kaukasus som officer i dragonerne. Han havde som tiårig været i Kaukasus med sin bedstemor, og han opdagede, at han følte sig hjemme og følte mere for området, end han huskede fra sin barndom. Ikke mindst de fjendtlige bjergstammers barske livsførelse og idealer var, sammen med landskabets sten og bjerge, tæt på hans hjerte; Zaren havde sendt ham i eksil til hans hjemland.
Lermontov besøgte Sankt Petersborg i 1838 og 1839, og hans indignerede observationer af aristokratiet (hvortil mondæne damer bød ham velkommen som en berømthed) inspirerede hans skuespil Maskerade. Hans ikke-gengældte kærlighed til Varvara Lopukhina er beskrevet i romanen "Fyrstinde Ligovskava", som han aldrig skrev færdig.
En duel med den franske ambassadørs søn ledte til, at Lermontov blev sendt tilbage til krigen i Kaukasus, hvor han udmærkede sig i to slag nær Valerikfloden; han skrev et digt om det og malede et billede af slaget. 
I 1839 fuldendte Lermontov sit vigtigste værk, Vor Tids Helt, som beskriver en duel magen til den, der kostede ham livet.

### Død og efterspil
Den 25. juli, 1841 i Pjatigorsk udfordrede hestgardeofficeren Nikolaj Solomonovitj Martynov Lermontov til duel, da han følte sig karikeret i "Vor Tids Helt". Duellen fandt sted to dage senere ved foden af bjerget Mashuk, og Lermontov dræbtes af Martynovs første skud. Flere af hans digte blev opdaget i hans notesbog.
Lermontov levede et dramatisk liv. Efter at have angrebet Zaren og hoffet som medskyldige i det, der reelt var en likvidering af idolet Pusjkin, faldt han selv i en duel. Hans største værker citeres udenad af mange russere, men kun "Vor Tids Helt" er oversat til dansk.
Den danske oversættelse er udført af Erik Horskjær, som modtog en medalje – Lermontov medaljen – vistnok fra den sovjetiske forfatterforening.

## Værker
Lermontovs udvikling som digter var ualmindelig. Hans tidligste uudgivede digte, som han sendte rundt i manuskriptform til sine venner i militæret, var stærkt pornografiske med elementer af sadisme. Hans senere renomme led under det; i den grad at det ikke var tilladt unge, respektable kvinder fra det bedre borgerskab overhovedet at kende til Lermontovs poesi i en stor del af del 19. århundrede. Disse digte er kun udgivet én gang, i 1936, som en del af en videnskabelig udgave af Lermontovs samlede værker (redigeret af Iraklij Andronikov).
I løbet af sit liv udgav Lermontov kun en enkelt, tynd digtsamling (1840). Tre blev udgivet et år efter hans død; de var dog stærkt redigeret af det russiske censorat. Hans korte digte varierer fra harmfuldt patriotiske stykker som "Fædreland" til panteistiske natur-beskrivelser.
Lermontovs tidlige digte er blevet kaldt barnagtige, for på trods af hans dygtige brug af sproget appellerer de mere til unge end voksne. Men ligesom Percy Bysshe Shelley, som han ofte sammenlignes med, prøvede han at analysere og belyse de dybereliggende grunde til det utilfredshed, han nærede til samfundet og sig selv.
Både hans patriotiske og panteistiske digte fik stor indflydelse på russisk litteratur. For eksempel dedikerede Boris Pasternak i 1917 sin vigtigste digtsamling til mindet om Lermontovs “Dæmon” et langt digt med nogle af de mest honningsøde linjer i sproget; et digt som Lermontov skrev om i flere omgange. Digtet, der berømmer "ateismens evige ånd"s kødelige lyster, var bandlyst i årtier. Anton Rubinsteins opera over samme emne blev også forbudt, da censorerne fandt det ugudeligt og dumt.

### Citater fra "Vor Tids Helt"
I Petjorins Dagbog:
- ”Jeg betragter kun andre menneskers sorger og glæder i relation til mig selv, jeg ser dem kun som en føde, der tjener til at ernære mine åndelige kræfter.”
- ”er ikke evnen til at pådrage sig andres kærlighed, hengivenhed og frygt magtens ypperste kendemærke og største triumf? Det, at være årsag til en andens sorger og glæder uden at have nogen særlig beføjelse dertil, er det ikke stolthedens sødeste næring? ”
- ”Men hvad er lykken? Tilfredsstillet stolthed.”
- ”Da jeg var bange for at blive udleveret til latteren, skjulte jeg mine bedste følelser på bunden af mit hjerte. Der sygnede de hen og døde.”
- ”Er mon, tænkte jeg, min eneste bestemmelse her på jorden den at berøve andre mennesker deres forfængelige illusioner?”
- ”jeg elsker mine fjender, dog ikke på kristelig vis. Men de morer mig og får mit blod til at rulle livligt.”
- ”Jeg foragter undertiden mig selv… Mon det ikke er derfor, jeg også foragter andre mennesker?... Jeg har mistet evnen til at følge ædlere impulser; jeg er bange for at komme til at virke latterlig overfor mig selv.”
- ”Tyve gange har jeg sat mit liv, ja, endog min ære, på spil… men min frihed vil jeg aldrig give afkald på. Hvorfor er den mig egentlig så dyrebar? Hvad har jeg ud af den? Hvad er det, jeg holder mig rede for? Hvad venter jeg mig af fremtiden? … For at sige det rent ud: intet.”
- ”Hvad så? Skal jeg dø, så dør jeg! Det bliver ikke noget større tab for verden; sandt at sige har den længe kedet mig. Jeg har det som en mand, der keder sig på et bal og ikke tager hjem for at sove, blot fordi hans karet ikke er kommet endnu. Så snart kareten er der… så farvel!”
- ”Min kærlighed har aldrig gjort nogen lykkelig, for jeg har aldrig bragt noget offer for dem, jeg elskede. Jeg har kun elsket for min egen skyld; jeg tilfredsstillede blot blot en sær trang i mit hjerte, når jeg med begær opslugte deres følelser, deres hengivenhed, deres glæder og deres lidelser, uden nogensinde at blive mæt.”
- ”Er det mon, når alt kommer til alt, umagen værd at leve? Og alligevel lever man – af nysgerrighed. Man går og venter på et eller andet nyt… Det er både til at le og græde over!”
- ”Fra livets storme har jeg kun taget ganske enkelte ideer med mig – og ikke en eneste følelse. Jeg har allerede længe levet, ikke med hjertet, men med hovedet. Jeg udforsker og dissekerer mine egne lidenskaber og handlinger med den største interesse, men uden deltagelse. Jeg er ligesom to mennesker: Det ene af dem lever i ordets egentligste forstand, mens det andet reflekterer og dømmer over det første; det første vil måske inden for en time tage afsked for evigt med Dem og hele verden, medens det andet… ja, hvad med det andet?...”
- ”Ja, sådan er folk! Allesammen! De ved på forhånd, hvilke ubehageligheder der kan komme ud af en handling, men er rede til at hjælpe til, at give råd og erkender endogså, at det er den eneste mulige udvej – for så bagefter at vaske deres hænder og med afsky vende sig bort fra den, som har haft mod og mandshjerte til at påtage sig hele ansvarets byrde. Sådan er de allesammen, selv de bedste og klogeste.”

I brevet fra Vera til Petjorin:
- ”Den, som engang har elsket dig, kan ikke se på andre mænd uden en vis ringeagt, ikke fordi du har været bedre end de andre, åh nej! Men der er i din natur noget ganske særligt, noget, som kun du har, noget stolt og hemmelighedsfuldt; i selve din stemme, hvad det så end er, du siger, er der en uimodståelig magt; der er ingen anden, der så hårdnakket som du kræver at blive elsket, ingen, hvis blik forjætter en sådan salighed, ingen, der bedre end du forstår at benytte sig af sine fortrin, og ingen, der kan være så dybt ulykkelig som du, fordi der ikke er nogen, der i samme omfang prøver på at overbevise sig selv om det modsatte.”

## Hæder
En småplanet, 2222 Lermontov blev i 1977 opdaget af den sovjetiske astronom Nikolaj Stepanovitj Tjernykh og opkaldt efter ham.
Den russiske skuespiller og instruktør Nikolaj Burljajev indspillede i 1986 den historiske film Lermontov om Lermontovs liv.